# Šlehačka

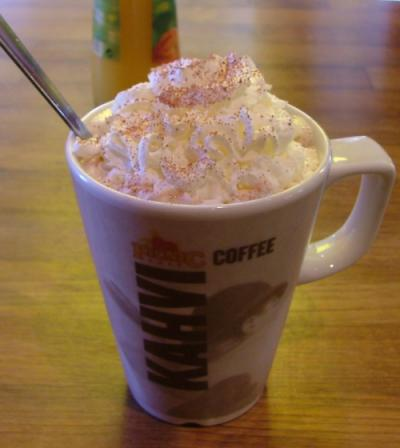
Šlehačka na hrnku s horkou čokoládou

Šlehačka je smetanový krém,[zdroj⁠?!] který byl ušlehán například metlou, šlehačem nebo expanzí plynu. Má polotuhou, lehkou a nadýchanou konzistenci. Šlehačka bývá často oslazená a někdy též dochucená vanilkou, skořicí (nebo vanilinem či ethylvanilinem).
Výchozí surovinou pro přípravu šlehačky je smetana ke šlehání. Podle české legislativy má smetana ke šlehání nejméně 30 % mléčného tuku; podmnožinou je smetana vysokotučná s nejméně 35 % tuku. Americká FDA rozlišuje lehkou smetanu ke šlehání (light whipping cream) s od 30 do 36 % tuku a těžkou smetanu (od 36 % tuku, heavy cream).

## Princip vzniku šlehačky
Mléko odolává šlehání a nedokáže udržet vzduchové bublinky. Smetanu obsahující alespoň 30 % tuku však lze smísit se vzduchem. Vzniklá koloidní pěna má zhruba dvojnásobný objem oproti původní surovině, bublinky vzduchu jsou zachyceny do sítě kapiček tuku. Pokud však šlehání pokračuje, kapičky tuku se spojují dohromady až vytvoří máslo; zbývající kapalinou je podmáslí (tzv. „přešlehání“ šlehačky).
Do šlehačky se někdy přidává moučkový cukr, který ji zahustí a sníží riziko přešlehání. Podobný účinek má tzv. ztužovač šlehačky, což je směs cukru a modifikovaného škrobu.

## Způsoby šlehání

Elektrický šlehač – fyzikální náčrtek (krouticí moment)

Šlehačka se obvykle šlehá metlou nebo elektrickým či ručním šlehačem. S určitým úsilím to jde i vidličkou.
Šlehačka se také prodává v tlakových nádobách („sprejích“) k okamžitému použití. Jako hnací plyn se používá oxid dusný. Když šlehačka opouští trysku, expanduje na čtyřnásobný objem, dvojnásobný oproti tomu, když se do ní zašlehá vzduch. Na podobném principu fungují také šlehačkové láhve, podobné těm sifonovým. Takto připravená šlehačka je však nestabilní a během půl hodiny až hodiny se více či méně rozteče. Proto tato metoda není vhodná pro zdobení jídla, které se nebude ihned podávat. Šlehačky prodávané v lahvích zpravidla obsahují smetanu, cukr a stabilizátory, v horším případě odstředěné mléko, rostlinný olej, vodu a ztužený rostlinný tuk.
K výrobě šlehačky v bombičkové lahvi je třeba nádobu před plněním vypláchnout studenou vodou a vychladit. Pak se do lahve nalije půl litru vychlazené smetany ke šlehání a vloží se 1–2 bombičky s oxidem dusným.
Šlehačku lze také vyrobit ve speciálních výrobnících, které mají větší objem a umožňují odběr rostlinné nebo živočišné smetany až do 49% tuku. Výhodou je také regulace nášlehu a odběr šlehačky z tetrapaku. Šlehačka z výrobníku si zachovává relativně nejlepší vlastnosti (objem a tvar) s uplývajícím časem od dokončení výroby.

## Šlehačková náplň, rostlinné šlehačky
Za šlehačkovou náplň pekařských a cukrářských výrobků se podle české legislativy považuje vyšlehaná smetana ke šlehání ochucená cukrem nebo jinými ochucovadly, popřípadě vmíchaná do hmot na bázi hydrokoloidů, které tvoří nejvýše jednu třetinu hmotnosti šlehačkové náplně.
Na trhu se prodává mnoho výrobků označených jako „šlehačka“, které nejsou připraveny (nebo jen částečně) ze smetany ke šlehání. Namísto toho obsahují rostlinné tuky. Podle zjištění časopisu dTest obsahuje řada takových výrobků tuky s vysokým obsahem nasycených mastných kyselin (pocházející zřejmě z palmového a kokosového oleje). Bylo v nich nalezeno více aditiv a vyšší obsah diesterů 3-MCPD než ve šlehačkách ze smetany ke šlehání.